# Brissago
Brissago es una comuna suiza del cantón del Tesino, situada en el distrito de Locarno, círculo de Isole. Limita al noroeste y norte con la comuna de Centovalli, al noreste con Ascona y Ronco sopra Ascona, al este (del otro lado del lago Mayor) con Gambarogno, al sureste con Pino sulla Sponda del Lago Maggiore (IT-VA) y Tronzano Lago Maggiore (IT-VA), al sur con Cavaglio-Spoccia (IT-VB), y al suroeste con Cannobio (IT-VB).